# مانوئل استیارته
مانوئل استیارته (اسپانیایی: Manuel Estiarte‎؛ زادهٔ ۲۶ اکتبر ۱۹۶۱) بازیکن واترپلو اهل اسپانیا بود.